# UEFAチャンピオンズリーグ 2010-11 グループリーグ
UEFAチャンピオンズリーグ 2010-11 グループリーグ (UEFA Champions League 2010–11 group stage) は、2010年9月14日から12月8日まで開催されるUEFAチャンピオンズリーグ2010-11 本戦の第1ステージである。予選プレーオフを勝ち抜いた10チームと、直接本戦出場権を獲得した22チームの計32チームで行われる。各グループを勝ち抜いた16チームが決勝トーナメントへ進出する。

## 抽選
UEFAランキングに基づいたシードにより4つの抽選ポットに分けられ、8グループに振り分けられる。なお、同一ポットや同一リーグからは同じグループに振り分けられない。
組み合わせ抽選会は、2010年8月26日にモナコのグリマルディ・フォーラムで行われた。
| ポット1          | ポット1  | ポット1 |
| チーム           | ポイント |         |
| ---------------- | -------- | ------- |
| インテル         | 100.867  |         |
| バルセロナ       | 136.951  |         |
| マンチェスターU. | 125.371  |         |
| チェルシー       | 118.371  |         |
| アーセナル       | 115.371  |         |
| バイエルン       | 110.841  |         |
| ミラン           | 99.867   |         |
| リヨン           | 96.748   |         |

| ポット2            | ポット2  | ポット2 |
| チーム             | ポイント |         |
| ------------------ | -------- | ------- |
| ブレーメン         | 94.841   |         |
| レアル・マドリード | 84.951   |         |
| ローマ             | 83.867   |         |
| シャフタール       | 73.910   |         |
| ベンフィカ         | 72.659   |         |
| バレンシア         | 66.951   |         |
| マルセイユ         | 62.748   |         |
| パナシナイコス     | 56.979   |         |

| ポット3              | ポット3  | ポット3 |
| チーム               | ポイント |         |
| -------------------- | -------- | ------- |
| トッテナム           | 56.371   |         |
| レンジャーズ         | 56.158   |         |
| アヤックス           | 55.309   |         |
| シャルケ04           | 54.841   |         |
| バーゼル             | 48.675   |         |
| ブラガ               | 39.659   |         |
| コペンハーゲン       | 34.470   |         |
| スパルタク・モスクワ | 33.758   |         |

| ポット4              | ポット4  | ポット4 |
| チーム               | ポイント |         |
| -------------------- | -------- | ------- |
| ハポエル・テルアビブ | 27.775   |         |
| トゥウェンテ         | 25.309   |         |
| ルビン               | 21.758   |         |
| オセール             | 19.748   |         |
| CFRクルジュ          | 15.898   |         |
| パルチザン           | 13.800   |         |
| ジリナ               | 10.666   |         |
| ブルサスポル         | 6.890    |         |

## 順位決定方法
各グループ内で2チーム以上が総勝点で並んだ場合、以下の順番で順位が決定される。
1. 直接対決の勝点
2. 直接対決の得失点差
3. 直接対決のアウェーゴール数
4. 総得失点差
5. 総得点
6. クラブ及び所属リーグの過去5年間のUEFA積算係数ポイント

## グループ
各グループでホーム・アンド・アウェー方式の総当たり戦を行い、各グループ上位2チームは決勝トーナメント1回戦に進出。3位チームはUEFAヨーロッパリーグの決勝トーナメント1回戦に出場し、そのうちの上位4チームはヨーロッパリーグの各グループ首位の12クラブと共にシードされる。
各節の日程は以下の通り。
- 第1節 2010年9月14・15日
- 第2節 2010年9月28・29日
- 第3節 2010年10月19・20日
- 第4節 2010年11月2・3日
- 第5節 2010年11月23・24日
- 第6節 2010年12月7・8日

| グループリーグ順位表の凡例                          |
| --------------------------------------------------- |
| 上位2チームは決勝トーナメント進出                   |
| 3位チームはUEFAヨーロッパリーグ決勝トーナメント進出 |

### グループA
| チーム       | 勝点 | 試合 | 勝 | 分 | 負 | 得 | 失 | 差 |
| ------------ | ---- | ---- | -- | -- | -- | -- | -- | -- |
| トッテナム   | 11   | 6    | 3  | 2  | 1  | 18 | 11 | 7  |
| インテル     | 10   | 6    | 3  | 1  | 2  | 12 | 11 | 3  |
| トゥウェンテ | 6    | 6    | 1  | 3  | 2  | 9  | 11 | -2 |
| ブレーメン   | 5    | 6    | 1  | 2  | 3  | 6  | 12 | -6 |

| 2010年9月14日 20:45 |

| トゥウェンテ                         | 2 - 2    | インテル                      |
| ヤンセン 20分 · ミリート 30分 (o.g.) | レポート | スナイデル 13分 · エトオ 41分 |

| FCトゥウェンテ・スタジアム、エンスヘデ 観客数: 23,800 主審: ペドロ・プロエンサ (ポルトガル) |

| 2010年9月14日 20:45 |

| ブレーメン                    | 2 - 2    | トッテナム                           |
| アルメイダ 43分 · マリン 47分 | レポート | パサネン 12分 (o.g.) · クラウチ 18分 |

| ヴェーザーシュタディオン、ブレーメン 観客数: 30,334 主審: マッシモ・ブサッカ (スイス) |

| 2010年9月29日 20:45 |

| トッテナム                                                                              | 4 - 1    | トゥウェンテ  |
| ファン・デル・ファールト 47分 · パヴリュチェンコ 50分 (pen.), 64分 (pen.) · ベイル 85分 | レポート | シャドリ 56分 |

| ホワイト・ハート・レーン、ロンドン 観客数: 32,318 主審: テリエ・ハウゲ (ノルウェー) |

| 2010年9月29日 20:45 |

| インテル                                  | 4 - 0    | ブレーメン |
| エトオ 21分, 28分, 81分 · スナイデル 34分 | レポート |            |

| ジュゼッペ・メアッツァ、ミラノ 観客数: 48,126 主審: アルベルト・ウンディアーノ (スペイン) |

| 2010年10月20日 20:45 |

| インテル                                                          | 4 - 3    | トッテナム                |
| サネッティ 2分 · エトオ 11分, 35分 (pen.) · スタンコヴィッチ 14分 | レポート | ベイル 52分, 90分, 90+1分 |

| ジュゼッペ・メアッツァ、ミラノ 観客数: 49,551 主審: ダミル・スコミナ (スロベニア) |

| 2010年10月20日 20:45 |

| トゥウェンテ  | 1 - 1    | ブレーメン              |
| ヤンセン 75分 | レポート | アルナウトヴィッチ 80分 |

| FCトゥウェンテ・スタジアム、エンスヘデ 観客数: 23,248 主審: クラウス・ボー・ラーセン (デンマーク) |

| 2010年11月2日 20:45 |

| トッテナム                                                            | 3 - 1    | インテル    |
| ファン・デル・ファールト 18分 · クラウチ 61分 · パヴリュチェンコ 89分 | レポート | エトオ 80分 |

| ホワイト・ハート・レーン、ロンドン 観客数: 34,103 主審: カッシャイ・ヴィクトル (ハンガリー) |

| 2010年11月2日 20:45 |

| ブレーメン | 0 - 2    | トゥウェンテ                    |
|            | レポート | シャドリ 81分 · デ・ヨング 84分 |

| ヴェーザーシュタディオン、ブレーメン 観客数: 30,200 主審: アラン・ハマー (ルクセンブルク) |

| 2010年11月24日 20:45 |

| インテル          | 1 - 0    | トゥウェンテ |
| カンビアッソ 55分 | レポート |              |

| ジュゼッペ・メアッツァ、ミラノ 観客数: 29,466 主審: ステファン・ラノワ (フランス) |

| 2010年11月24日 20:45 |

| トッテナム                                       | 3 - 0    | ブレーメン |
| カブール 6分 · モドリッチ 45+1分 · クラウチ 79分 | レポート |            |

| ホワイト・ハート・レーン、ロンドン 観客数: 33,546 主審: オレガリオ・ベンケレンサ (ポルトガル) |

| 2010年12月7日 20:45 |

| トゥウェンテ                                              | 3 - 3    | トッテナム                                       |
| ランツァート 12分, pen.分 · ロサレス 56分 · シャドリ 64分 | レポート | ヴィスヘルホフ 12分 (o.g.) · デフォー 47分, 59分 |

| FCトゥウェンテ・スタジアム、エンスヘデ 観客数: 2,400 主審: カルロス・ベラスコ (スペイン) |

| 2010年12月7日 20:45 |

| ブレーメン                                                | 3 - 0    | インテル |
| プリョードル 39分 · アルナウトヴィッチ 49分 · ピサロ 88分 | レポート |          |

| ヴェーザーシュタディオン、ブレーメン 観客数: 30,400 主審: ジュネイト・チャクル (トルコ) |

### グループB
| チーム               | 勝点 | 試合 | 勝 | 分 | 負 | 得 | 失 | 差 |
| -------------------- | ---- | ---- | -- | -- | -- | -- | -- | -- |
| シャルケ04           | 13   | 6    | 4  | 1  | 1  | 10 | 3  | 7  |
| リヨン               | 10   | 6    | 3  | 1  | 2  | 11 | 10 | 1  |
| ベンフィカ           | 6    | 6    | 2  | 0  | 4  | 7  | 12 | -5 |
| ハポエル・テルアビブ | 5    | 6    | 1  | 2  | 3  | 7  | 10 | -3 |

| 2010年9月14日 20:45 |

| リヨン        | 1 - 0    | シャルケ04 |
| バストス 21分 | レポート |            |

| スタッド・ジェルラン、リヨン 観客数: 35,552 主審: イヴァン・ベベク (クロアチア) |

| 2010年9月14日 20:45 |

| ベンフィカ                    | 2 - 0    | ハポエル・テルアビブ |
| ルイゾン 21分 · カルドソ 68分 | レポート |                      |

| エスタディオ・ド・SLベンフィカ、リスボン 観客数: 31,512 主審: アレクセイ・ニコラエフ (ロシア) |

| 2010年9月29日 20:45 |

| ハポエル・テルアビブ   | 1 - 3    | リヨン                                        |
| エニェアマ 79分 (pen.) | レポート | バストス 7分 (pen.), 36分 · ピャニッチ 90+4分 |

| ブルームフィールド・スタジアム、テルアビブ 観客数: 12,265 主審: ハワード・ウェブ (イングランド) |

| 2010年9月29日 20:45 |

| シャルケ04                            | 2 - 0    | ベンフィカ |
| ファルファン 73分 · フンテラール 85分 | レポート |            |

| アレナ・アウフシャルケ、ゲルゼンキルヒェン 観客数: 50,436 主審: エンリコ・ロッキ (イタリア) |

| 2010年10月20日 20:45 |

| シャルケ04                     | 3 - 1    | ハポエル・テルアビブ |
| ラウル 3分, 58分 · フラド 68分 | レポート | シェフター 90+3分    |

| アレナ・アウフシャルケ、ゲルゼンキルヒェン 観客数: 50,900 主審: ウィリアム・コルム (スコットランド) |

| 2010年10月20日 20:45 |

| リヨン                          | 2 - 0    | ベンフィカ |
| ブリアン 21分 · リサンドロ 51分 | レポート |            |

| スタッド・ジェルラン、リヨン 観客数: 36,816 主審: アルベルト・ウンディアーノ (スペイン) |

| 2010年11月2日 20:45 |

| ハポエル・テルアビブ | 0 - 0    | シャルケ04 |
|                      | レポート |            |

| ブルームフィールド・スタジアム、テルアビブ 観客数: 13,094 主審: フランク・デ・ブリーカー (ベルギー) |

| 2010年11月2日 20:45 |

| ベンフィカ                                                      | 4 - 3    | リヨン                                          |
| カルデック 20分 · コエントラン 32分, 67分 · ハビ・ガルシア 42分 | レポート | グルキュフ 75分 · ゴミス 85分 · ロヴレン 90+5分 |

| エスタディオ・ド・SLベンフィカ、リスボン 観客数: 37,394 主審: クレイグ・トムソン (スコットランド) |

| 2010年11月24日 20:45 |

| シャルケ04                                  | 3 - 0    | リヨン |
| ファルファン 13分 · フンテラール 20分, 89分 | レポート |        |

| アレナ・アウフシャルケ、ゲルゼンキルヒェン 観客数: 51,132 主審: ニコラ・リッツォーリ (イタリア) |

| 2010年11月24日 20:45 |

| ハポエル・テルアビブ                    | 3 - 0    | ベンフィカ |
| ザハヴィ 24分, 90+2分 · ドウグラス 74分 | レポート |            |

| ブルームフィールド・スタジアム、テルアビブ 観客数: 11,668 主審: アラン・ハマー (ルクセンブルク) |

| 2010年12月7日 20:45 |

| リヨン                            | 2 - 2    | ハポエル・テルアビブ        |
| リサンドロ 62分 · ラカゼット 88分 | レポート | サハル 63分 · ザハヴィ 69分 |

| スタッド・ジェルラン、リヨン 観客数: 32,245 主審: スバイン・モーエン (ノルウェー) |

| 2010年12月7日 20:45 |

| ベンフィカ    | 1 - 2    | シャルケ04                      |
| ルイゾン 87分 | レポート | フラド 19分 · ヘーヴェデス 81分 |

| エスタディオ・ド・SLベンフィカ、リスボン 観客数: 23,348 主審: ハワード・ウェブ (イングランド) |

### グループC
| チーム           | 勝点 | 試合 | 勝 | 分 | 負 | 得 | 失 | 差  |
| ---------------- | ---- | ---- | -- | -- | -- | -- | -- | --- |
| マンチェスターU. | 14   | 6    | 4  | 2  | 0  | 7  | 1  | 6   |
| バレンシア       | 11   | 6    | 3  | 2  | 1  | 15 | 4  | 11  |
| レンジャーズ     | 6    | 6    | 1  | 3  | 2  | 3  | 6  | -3  |
| ブルサスポル     | 1    | 6    | 0  | 1  | 5  | 2  | 16 | -14 |

| 2010年9月14日 20:45 |

| マンチェスターU. | 0 - 0    | レンジャーズ |
|                  | レポート |              |

| オールド・トラッフォード、マンチェスター 観客数: 74,408 主審: オレガリオ・ベンケレンサ (ポルトガル) |

| 2010年9月14日 20:45 |

| ブルサスポル | 0 - 4    | バレンシア                                                                  |
|              | レポート | コスタ 16分 · アドゥリス 41分 · パブロ・エルナンデス 68分 · ソルダード 76分 |

| ブルサ・アタトゥルク・スタジアム、ブルサ 観客数: 69,733 主審: スバイン・モーエン (ノルウェー) |

| 2010年9月29日 20:45 |

| バレンシア | 0 - 1    | マンチェスターU.  |
|            | レポート | エルナンデス 85分 |

| メスタージャ、バレンシア 観客数: 34,946 主審: カッシャイ・ヴィクトル (ハンガリー) |

| 2010年9月29日 20:45 |

| レンジャーズ    | 1 - 0    | ブルサスポル |
| ネイスミス 18分 | レポート |              |

| アイブロックス、グラスゴー 観客数: 41,905 主審: セルジュ・グミエニー (ベルギー) |

| 2010年10月20日 20:45 |

| レンジャーズ       | 1 - 1    | バレンシア  |
| エドゥ 46分 (o.g.) | レポート | エドゥ 34分 |

| アイブロックス、グラスゴー 観客数: 45,153 主審: ニコラ・リッツォーリ (イタリア) |

| 2010年10月20日 20:45 |

| マンチェスターU. | 1 - 0    | ブルサスポル |
| ナニ 7分         | レポート |              |

| オールド・トラッフォード、マンチェスター 観客数: 72,610 主審: エンリコ・ロッキ (イタリア) |

| 2010年11月2日 20:45 |

| バレンシア                          | 3 - 0    | レンジャーズ |
| ソルダード 22分, 71分 · コスタ 90分 | レポート |              |

| メスタージャ、バレンシア 観客数: 26,821 主審: フェリックス・ブリッヒ (ドイツ) |

| 2010年11月2日 20:45 |

| ブルサスポル | 0 - 3    | マンチェスターU.                                |
|              | レポート | フレッチャー 48分 · オベルタン 73分 · ベベ 77分 |

| ブルサ・アタトゥルク・スタジアム、ブルサ 観客数: 19,050 主審: ヴォルフガング・シュタルク (ドイツ) |

| 2010年11月24日 20:45 |

| レンジャーズ | 0 - 1    | マンチェスターU.     |
|              | レポート | ルーニー 87分 (pen.) |

| アイブロックス、グラスゴー 観客数: 49,764 主審: マッシモ・ブサッカ (スイス) |

| 2010年11月24日 20:45 |

| バレンシア                                                                                   | 6 - 1    | ブルサスポル    |
| マタ 17分 (pen.) · ソルダード 21分, 55分 · アドゥリス 33分 · ホアキン 37分 · ドミンゲス 78分 | レポート | バタージャ 69分 |

| メスタージャ、バレンシア 観客数: 31,225 主審: ブルーノ・パイシャン (ポルトガル) |

| 2010年12月7日 20:45 |

| マンチェスターU.  | 1 - 1    | バレンシア                |
| アンデルソン 62分 | レポート | パブロ・エルナンデス 32分 |

| オールド・トラッフォード、マンチェスター 観客数: 74,513 主審: ペドロ・プロエンサ (ポルトガル) |

| 2010年12月7日 20:45 |

| ブルサスポル      | 1 - 1    | レンジャーズ |
| ユルドゥルム 79分 | レポート | ミラー 19分  |

| ブルサ・アタトゥルク・スタジアム、ブルサ 観客数: 9,673 主審: トニー･シャプロン (フランス) |

### グループD
| チーム         | 勝点 | 試合 | 勝 | 分 | 負 | 得 | 失 | 差  |
| -------------- | ---- | ---- | -- | -- | -- | -- | -- | --- |
| バルセロナ     | 14   | 6    | 4  | 2  | 0  | 14 | 3  | 11  |
| コペンハーゲン | 10   | 6    | 3  | 1  | 2  | 7  | 5  | 2   |
| ルビン         | 6    | 6    | 1  | 3  | 2  | 2  | 4  | -2  |
| パナシナイコス | 2    | 6    | 0  | 2  | 4  | 2  | 13 | -11 |

| 2010年9月14日 20:45 |

| バルセロナ                                                                  | 5 - 1    | パナシナイコス |
| メッシ 22分, 45分 · ビジャ 33分 · ペドロ 78分 · ダニエウ・アウヴェス 90+3分 | レポート | ゴヴ 20分      |

| カンプ・ノウ、バルセロナ 観客数: 69,738 主審: ニコラ・リッツォーリ (イタリア) |

| 2010年9月14日 20:45 |

| コペンハーゲン  | 1 - 0    | ルビン |
| エンドイェ 87分 | レポート |        |

| パルケン、コペンハーゲン 観客数: 29,661 主審: トーマス・アインヴァーラー (オーストリア) |

| 2010年9月29日 18:30 |

| ルビン             | 1 - 1    | バルセロナ         |
| ノボア 30分 (pen.) | レポート | ビジャ 60分 (pen.) |

| チェントラルニ・スタディオン、カザン 観客数: 23,950 主審: ジュネイト・チャクル (トルコ) |

| 2010年9月29日 20:45 |

| パナシナイコス | 0 - 2    | コペンハーゲン                      |
|                | レポート | エンドイェ 28分 · ヴィンゴール 37分 |

| OACAスピロ･ルイス・スタジアム、アテネ 観客数: 43,607 主審: ウィリアム・コルム (スコットランド) |

| 2010年10月20日 20:45 |

| パナシナイコス | 0 - 0    | ルビン |
|                | レポート |        |

| OACAスピロ･ルイス・スタジアム、アテネ 観客数: 36,748 主審: マヌエル・グラエフェ (ドイツ) |

| 2010年10月20日 20:45 |

| バルセロナ          | 2 - 0    | コペンハーゲン |
| メッシ 19分, 90+2分 | レポート |                |

| カンプ・ノウ、バルセロナ 観客数: 75,852 主審: ステファン・ラノワ (フランス) |

| 2010年11月2日 18:30 |

| ルビン | 0 - 0    | パナシナイコス |
|        | レポート |                |

| チェントラルニ・スタディオン、カザン 観客数: 16,400 主審: トニー・シャプロン (フランス) |

| 2010年11月2日 20:45 |

| コペンハーゲン      | 1 - 1    | バルセロナ  |
| クラウデミール 32分 | レポート | メッシ 31分 |

| パルケン、コペンハーゲン 観客数: 37,049 主審: パヴェル・クリスティアン・バライ (ルーマニア) |

| 2010年11月24日 18:30 |

| ルビン               | 1 - 0    | コペンハーゲン |
| ノボア 45+2分 (pen.) | レポート |                |

| チェントラルニ・スタディオン、カザン 観客数: 18,720 主審: マーティン・アトキンソン (イングランド) |

| 2010年11月24日 20:45 |

| パナシナイコス | 0 - 3    | バルセロナ                                |
|                | レポート | ペドロ 27分, 69分 · リオネル・メッシ 62分 |

| OACAスピロ･ルイス・スタジアム、アテネ 観客数: 58,466 主審: エンリコ・ロッキ (イタリア) |

| 2010年12月7日 20:45 |

| バルセロナ                      | 2 - 0    | ルビン |
| フォンタス 51分 · バスケス 83分 | レポート |        |

| カンプ・ノウ、バルセロナ 観客数: 50,436 主審: ヨナス・エリクソン (スウェーデン) |

| 2010年12月7日 20:45 |

| コペンハーゲン                                                | 3 - 1    | パナシナイコス |
| ヴィンゴール 26分 · グレンケア 50分 (pen.) · シセ 73分 (o.g.) | レポート | カンテ 90+2分  |

| パルケン、コペンハーゲン 観客数: 36,797 主審: フロリアン・マイアー (ドイツ) |

### グループE
| チーム      | 勝点 | 試合 | 勝 | 分 | 負 | 得 | 失 | 差 |
| ----------- | ---- | ---- | -- | -- | -- | -- | -- | -- |
| バイエルン  | 15   | 6    | 5  | 0  | 1  | 16 | 6  | 10 |
| ローマ      | 10   | 6    | 3  | 1  | 2  | 10 | 11 | -1 |
| バーゼル    | 6    | 6    | 2  | 0  | 4  | 8  | 11 | -3 |
| CFRクルジュ | 4    | 6    | 1  | 1  | 4  | 6  | 12 | -6 |

| 2010年9月15日 20:45 |

| バイエルン                    | 2 - 0    | ローマ |
| ミュラー 79分 · クローゼ 83分 | レポート |        |

| フスバル･アレナ･ミュンヘン、ミュンヘン 観客数: 66,000 主審: ステファヌ・ラノワ (フランス) |

| 2010年9月15日 20:45 |

| CFRクルジュ              | 2 - 1    | バーゼル            |
| ラダ 9分 · トラオレ 12分 | レポート | シュトッカー 45+2分 |

| コンスタンティン・ラドゥレスク、クルージュ＝ナポカ 観客数: 9,593 主審: アラン・ケリー (アイルランド) |

| 2010年9月28日 20:45 |

| バーゼル    | 1 - 2    | バイエルン                                 |
| フライ 18分 | レポート | シュヴァインシュタイガー 56分 (pen.), 89分 |

| ザンクト・ヤコブ・パルク、バーゼル 観客数: 37,500 主審: クレイグ・トムソン (スコットランド) |

| 2010年9月28日 20:45 |

| ローマ                          | 2 - 1    | CFRクルジュ |
| メクセス 69分 · ボリエッロ 71分 | レポート | ラダ 78分   |

| オリンピコ、ローマ 観客数: 30,252 主審: ヨナス・エリクソン (スウェーデン) |

| 2010年10月19日 20:45 |

| ローマ          | 1 - 3    | バーゼル                                        |
| ボリエッロ 21分 | レポート | フライ 12分 · インコーム 44分 · カブラル 90+3分 |

| オリンピコ、ローマ 観客数: 22,365 主審: アレクセイ・ニコラエフ (ロシア) |

| 2010年10月19日 20:45 |

| バイエルン                                            | 3 - 2    | CFRクルジュ               |
| カドゥ 32分 (o.g.) · パニン 37分 (o.g.) · ゴメス 77分 | レポート | カドゥ 28分 · クリオ 86分 |

| フスバル･アレナ･ミュンヘン、ミュンヘン 観客数: 64,000 主審: マーティン・アトキンソン (イングランド) |

| 2010年11月3日 20:45 |

| バーゼル                    | 2 - 3    | ローマ                                           |
| フライ 69分 · シャチリ 83分 | レポート | メネス 16分 · トッティ 25分 (pen.) · グレコ 76分 |

| ザンクト・ヤコブ・パルク、バーゼル 観客数: 36,375 主審: ビョルン・カイペルス (オランダ) |

| 2010年11月3日 20:45 |

| CFRクルジュ | 0 - 4    | バイエルン                              |
|             | レポート | ゴメス 12分, 24分, 71分 · ミュラー 90分 |

| コンスタンティン・ラドゥレスク、クルージュ＝ナポカ 観客数: 14,097 主審: セルジュ・グミエニー (ベルギー) |

| 2010年11月23日 20:45 |

| ローマ                                                   | 3 - 2    | バイエルン        |
| ボリエッロ 49分 · デ・ロッシ 81分 · トッティ 84分 (pen.) | レポート | ゴメス 33分, 39分 |

| オリンピコ、ローマ 観客数: 42,789 主審: アルベルト・ウンディアーノ (スペイン) |

| 2010年11月23日 20:45 |

| バーゼル          | 1 - 0    | CFRクルジュ |
| アルメラレス 15分 | レポート |             |

| ザンクト・ヤコブ・パルク、バーゼル 観客数: 34,239 主審: ローラン・デュアメル (フランス) |

| 2010年12月8日 20:45 |

| バイエルン                                | 3 - 0    | バーゼル |
| リベリ 35分, 50分 · ティモシュチュク 37分 | レポート |          |

| フスバル･アレナ･ミュンヘン、ミュンヘン 観客数: 64,000 主審: マルティン・ハンソン (スウェーデン) |

| 2010年12月8日 20:45 |

| CFRクルジュ   | 1 - 1    | ローマ          |
| トラオレ 88分 | レポート | ボリエッロ 21分 |

| コンスタンティン・ラドゥレスク、クルージュ＝ナポカ 観客数: 12,800 主審: ウィリアム・コルム (スコットランド) |

### グループF
| チーム               | 勝点 | 試合 | 勝 | 分 | 負 | 得 | 失 | 差  |
| -------------------- | ---- | ---- | -- | -- | -- | -- | -- | --- |
| チェルシー           | 15   | 6    | 5  | 0  | 1  | 14 | 4  | 10  |
| マルセイユ           | 12   | 6    | 4  | 0  | 2  | 12 | 3  | 9   |
| スパルタク・モスクワ | 9    | 6    | 3  | 0  | 3  | 7  | 10 | -3  |
| ジリナ               | 0    | 6    | 0  | 0  | 6  | 3  | 19 | -16 |

| 2010年9月15日 20:45 |

| マルセイユ | 0 - 1    | スパルタク・モスクワ       |
|            | レポート | アスピリクエタ 81分 (o.g.) |

| ヴェロドローム、マルセイユ 観客数: 45,729 主審: フロリアン・マイヤー (ドイツ) |

| 2010年9月15日 20:45 |

| ジリナ          | 1 - 4    | チェルシー                                              |
| オラヴェク 55分 | レポート | エッシェン 13分 · アネルカ 24分, 28分 · スタリッジ 48分 |

| ポド･ドゥブノン、ジリナ 観客数: 10,829 主審: ビョルン・カイペルス (オランダ) |

| 2010年9月28日 18:30 |

| スパルタク・モスクワ            | 3 - 0    | ジリナ |
| アリ 34分, 61分 · イブソン 89分 | レポート |        |

| ルジニキ・スタジアム、モスクワ 観客数: 33,124 主審: マルティン・ハンソン (スウェーデン) |

| 2010年9月28日 20:45 |

| チェルシー                        | 2 - 0    | マルセイユ |
| テリー 7分 · アネルカ 28分 (pen.) | レポート |            |

| スタンフォード・ブリッジ、ロンドン 観客数: 40,675 主審: フランク・デ・ブリーカー (ベルギー) |

| 2010年10月19日 18:30 |

| スパルタク・モスクワ | 0 - 2    | チェルシー                    |
|                      | レポート | ジルコフ 23分 · アネルカ 43分 |

| ルジニキ・スタジアム、モスクワ 観客数: 70,012 主審: カルロス・ベラスコ (スペイン) |

| 2010年10月19日 20:45 |

| マルセイユ      | 1 - 0    | ジリナ |
| ディアワラ 48分 | レポート |        |

| ヴェロドローム、マルセイユ 観客数: 49,250 主審: バド・イシュトヴァーン (ハンガリー) |

| 2010年11月3日 20:45 |

| チェルシー                                                           | 4 - 1    | スパルタク・モスクワ |
| アネルカ 49分 · ドログバ 62分 (pen.) · イヴァノヴィッチ 66分, 90+2分 | レポート | バジェノフ 86分      |

| スタンフォード・ブリッジ、ロンドン 観客数: 40,477 主審: ジュネイト・チャクル (トルコ) |

| 2010年11月3日 20:45 |

| ジリナ | 0 - 7    | マルセイユ                                                                    |
|        | レポート | ジニャック 12分, 21分, 54分 · エインセ 24分 · レミー 36分 · ルチョ 52分, 63分 |

| ポド･ドゥブノン、ジリナ 観客数: 9,664 主審: ステファン・ヨハネソン (スウェーデン) |

| 2010年11月23日 18:30 |

| スパルタク・モスクワ | 0 - 3    | マルセイユ                                        |
|                      | レポート | ヴァルブエナ 18分 · レミー 54分 · ブランドン 68分 |

| ルジニキ・スタジアム、モスクワ 観客数: 43,217 主審: ヴォルフガング・シュタルク (ドイツ) |

| 2010年11月23日 20:45 |

| チェルシー                    | 2 - 1    | ジリナ    |
| スタリッジ 51分 · マルダ 86分 | レポート | ベロ 19分 |

| スタンフォード・ブリッジ、ロンドン 観客数: 40,266 主審: ロベルト・シェルゲンホファー (オーストリア) |

| 2010年12月8日 20:45 |

| マルセイユ      | 1 - 0    | チェルシー |
| ブランドン 81分 | レポート |            |

| ヴェロドローム、マルセイユ 観客数: 50,604 主審: ウラジスラフ・ベズボロドフ (ロシア) |

| 2010年12月8日 20:45 |

| ジリナ        | 1 - 2    | スパルタク・モスクワ            |
| マイタン 58分 | レポート | アレックス 54分 · イブソン 61分 |

| ポド･ドゥブノン、ジリナ 観客数: 7,208 主審: ケヴィン・ブロム (オランダ) |

### グループG
| チーム             | 勝点 | 試合 | 勝 | 分 | 負 | 得 | 失 | 差 |
| ------------------ | ---- | ---- | -- | -- | -- | -- | -- | -- |
| レアル・マドリード | 16   | 6    | 5  | 1  | 0  | 15 | 2  | 13 |
| ミラン             | 8    | 6    | 2  | 2  | 2  | 7  | 7  | 0  |
| アヤックス         | 7    | 6    | 2  | 1  | 3  | 6  | 10 | -4 |
| オセール           | 3    | 6    | 1  | 0  | 5  | 3  | 12 | -9 |

| 2010年9月15日 20:45 |

| レアル・マドリード                     | 2 - 0    | アヤックス |
| アニータ 31分 (o.g.) · イグアイン 73分 | レポート |            |

| サンティアゴ・ベルナベウ、マドリード 観客数: 69,639 主審: ダミル・スコミナ (スロベニア) |

| 2010年9月15日 20:45 |

| ミラン                        | 2 - 0    | オセール |
| イブラヒモヴィッチ 66分, 69分 | レポート |          |

| ジュゼッペ・メアッツァ、ミラノ 観客数: 69,317 主審: パヴェル・クリスティアン・バライ (ルーマニア) |

| 2010年9月28日 20:45 |

| オセール | 0 - 1    | レアル・マドリード |
|          | レポート | ディ・マリア 81分  |

| アベ・デシャン、オセール 観客数: 19,525 主審: クラウス・ボー・ラーセン (デンマーク) |

| 2010年9月28日 20:45 |

| アヤックス            | 1 - 1    | ミラン                  |
| エル・ハムダウィ 23分 | レポート | イブラヒモヴィッチ 37分 |

| アムステルダム・アレナ、アムステルダム 観客数: 51,276 主審: フェリックス・ブリッヒ (ドイツ) |

| 2010年10月19日 20:45 |

| アヤックス                     | 2 - 1    | オセール    |
| デ・ゼーウ 7分 · スアレス 43分 | レポート | ビルサ 56分 |

| アムステルダム・アレナ、アムステルダム 観客数: 51,383 主審: オレガリオ・ベンケレンサ (ポルトガル) |

| 2010年10月19日 20:45 |

| レアル・マドリード                            | 2 - 0    | ミラン |
| クリスティアーノ・ロナウド 13分 · エジル 14分 | レポート |        |

| サンティアゴ・ベルナベウ、マドリード 観客数: 71,657 主審: ペドロ・プロエンサ (ポルトガル) |

| 2010年11月3日 20:45 |

| オセール                       | 2 - 1    | アヤックス                |
| サマリタノ 9分 · ランジル 84分 | レポート | アルデルヴァイレルト 79分 |

| アベ・デシャン、オセール 観客数: 18,727 主審: マーク・クラッテンバーグ (イングランド) |

| 2010年11月3日 20:45 |

| ミラン                | 2 - 2    | レアル・マドリード                      |
| インザーギ 68分, 78分 | レポート | イグアイン 45分 · ペドロ・レオン 90+3分 |

| ジュゼッペ・メアッツァ、ミラノ 観客数: 76,357 主審: ハワード・ウェブ (イングランド) |

| 2010年11月23日 20:45 |

| アヤックス | 0 - 4    | レアル・マドリード                                                             |
|            | レポート | ベンゼマ 36分 · アルベロア 44分 · クリスティアーノ・ロナウド 70分, 81分 (pen.) |

| アムステルダム・アレナ、アムステルダム 観客数: 48,491 主審: クレイグ・トムソン (スコットランド) |

| 2010年11月23日 20:45 |

| オセール | 0 - 2    | ミラン                                          |
|          | レポート | イブラヒモヴィッチ 64分 · ロナウジーニョ 90+1分 |

| アベ・デシャン、オセール 観客数: 19,244 主審: ダミル・スコミナ (スロバキア) |

| 2010年12月8日 20:45 |

| レアル・マドリード                                          | 4 - 0    | オセール |
| ベンゼマ 12分, 72分, 88分 · クリスティアーノ・ロナウド 49分 | レポート |          |

| サンティアゴ・ベルナベウ、マドリード 観客数: 54,917 主審: セルジュ・グミエニー (ベルギー) |

| 2010年12月8日 20:45 |

| ミラン | 0 - 2    | アヤックス                                  |
|        | レポート | デ・ゼーウ 57分 · アルデルヴァイレルト 66分 |

| ジュゼッペ・メアッツァ、ミラノ 観客数: 72,960 主審: クラウス・ボー・ラーセン (デンマーク) |

### グループH
| チーム       | 勝点 | 試合 | 勝 | 分 | 負 | 得 | 失 | 差  |
| ------------ | ---- | ---- | -- | -- | -- | -- | -- | --- |
| シャフタール | 15   | 6    | 5  | 0  | 1  | 12 | 6  | 6   |
| アーセナル   | 12   | 6    | 4  | 0  | 2  | 18 | 7  | 11  |
| ブラガ       | 9    | 6    | 3  | 0  | 3  | 5  | 11 | -6  |
| パルチザン   | 0    | 6    | 0  | 0  | 6  | 2  | 13 | -11 |

| 2010年9月15日 20:45 |

| アーセナル                                                                            | 6 - 0    | ブラガ |
| ファブレガス 9分 (pen.), 53分 · アルシャヴィン 30分 · シャマフ 34分 · ベラ 69分, 84分 | レポート |        |

| アーセナル･スタジアム、ロンドン 観客数: 59,333 主審: アラン・ハマー (ルクセンブルク) |

| 2010年9月15日 20:45 |

| シャフタール | 1 - 0    | パルチザン |
| スルナ 71分  | レポート |            |

| ドンバス・アリーナ、ドネツィク 観客数: 48,512 主審: カルロス・ベラスコ (スペイン) |

| 2010年9月28日 20:45 |

| パルチザン          | 1 - 3    | アーセナル                                          |
| クレオ 33分, pen.分 | レポート | アルシャヴィン 15分 · シャマフ 71分 · スキラシ 82分 |

| スタディオン・FKパルチザン、ベオグラード 観客数: 29,348 主審: ヴォルフガング・シュタルク (ドイツ) |

| 2010年9月28日 20:45 |

| ブラガ | 0 - 3    | シャフタール                                                     |
|        | レポート | ルイス・アドリアーノ 56分, 72分 · ダグラス・コスタ 90+2分 (pen.) |

| ムニシパル、ブラガ 観客数: 12,083 主審: ケヴィン・ブロム (オランダ) |

| 2010年10月19日 20:45 |

| ブラガ                    | 2 - 0    | パルチザン |
| リマ 35分 · マテウス 90分 | レポート |            |

| ムニシパル、ブラガ 観客数: 11,454 主審: ローラン・デュアメル (フランス) |

| 2010年10月19日 20:45 |

| アーセナル                                                                        | 5 - 1    | シャフタール      |
| ソング 19分 · ナスリ 42分 · ファブレガス 60分 · ウィルシャー 66分 · シャマフ 69分 | レポート | エドゥアルド 82分 |

| アーセナル･スタジアム、ロンドン 観客数: 60,016 主審: スバイン・モーエン (ノルウェー) |

| 2010年11月3日 20:45 |

| パルチザン | 0 - 1    | ブラガ        |
|            | レポート | モイゼス 35分 |

| スタディオン・FKパルチザン、ベオグラード 観客数: 28,295 主審: マルティン・ハンソン (スウェーデン) |

| 2010年11月3日 20:45 |

| シャフタール                            | 2 - 1    | アーセナル        |
| チグリンスキー 28分 · エドゥアルド 45分 | レポート | ウォルコット 10分 |

| ドンバス・アリーナ、ドネツィク 観客数: 51,153 主審: マッシモ・ブサッカ (スイス) |

| 2010年11月23日 20:45 |

| ブラガ                | 2 - 0    | アーセナル |
| マテウス 83分, 90+3分 | レポート |            |

| ムニシパル、ブラガ 観客数: 14,809 主審: カッシャイ・ヴィクトル (ハンガリー) |

| 2010年11月23日 20:45 |

| パルチザン | 0 - 3    | シャフタール                                            |
|            | レポート | ステパネンコ 52分 · ジャジソン 59分 · エドゥアルド 69分 |

| スタディオン・FKパルチザン、ベオグラード 観客数: 17,473 主審: フランク・デ・ブリーカー (ベルギー) |

| 2010年12月8日 20:45 |

| アーセナル                                                     | 3 - 1    | パルチザン  |
| ファン・ペルシー 30分 (pen.) · ウォルコット 73分 · ナスリ 77分 | レポート | クレオ 52分 |

| アーセナル･スタジアム、ロンドン 観客数: 58,845 主審: パオロ・タリャベント (イタリア) |

| 2010年12月8日 20:45 |

| シャフタール                          | 2 - 0    | ブラガ |
| ラツ 78分 · ルイス・アドリアーノ 83分 | レポート |        |

| ドンバス・アリーナ、ドネツィク 観客数: 47,627 主審: フェリックス・ブリッヒ (ドイツ) |